# Vento aparente

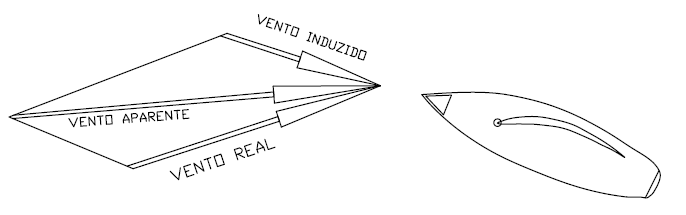
Composição vetorial do vento aparente

Em Náutica, vento aparente é a soma vetorial dos ventos real e induzido.

## Vento real
O vento real é aquele que sentimos quando estamos parados, é o deslocamento de massas de ar, derivado dos efeitos das diferenças de pressão atmosférica entre duas regiões distintas e é influenciado por efeitos locais como a orografia e a rugosidade do solo.

## Vento induzido
O vento induzido é aquele gerado quando nos deslocamos através de uma massa de ar.
Os pedaços de pano ou de fio que por vezes se prendem aos brandais e as próprias bandeiras, mostram na realidade a direcção do vento aparente.
Numa embarcação, a intensidade e direção do vento aparente é dada por um anemômetro e a velocidade da embarcação é dada pelo velocímetro. Com esses dois valores, calcula-se a intensidade e direção do vento real.
O outro termo para  Vento Real é  Vento Verdadeiro